# SMUG1
SMUG1 (англ. Single-strand-selective monofunctional uracil-DNA glycosylase 1) – білок, який кодується однойменним геном, розташованим у людей на короткому плечі 12-ї хромосоми. Довжина поліпептидного ланцюга білка становить 270 амінокислот, а молекулярна маса — 29 862.
| 10         |  | 20         |  | 30         |  | 40         |  | 50         |
| ---------- |  | ---------- |  | ---------- |  | ---------- |  | ---------- |
| MPQAFLLGSI |  | HEPAGALMEP |  | QPCPGSLAES |  | FLEEELRLNA |  | ELSQLQFSEP |
| VGIIYNPVEY |  | AWEPHRNYVT |  | RYCQGPKEVL |  | FLGMNPGPFG |  | MAQTGVPFGE |
| VSMVRDWLGI |  | VGPVLTPPQE |  | HPKRPVLGLE |  | CPQSEVSGAR |  | FWGFFRNLCG |
| QPEVFFHHCF |  | VHNLCPLLFL |  | APSGRNLTPA |  | ELPAKQREQL |  | LGICDAALCR |
| QVQLLGVRLV |  | VGVGRLAEQR |  | ARRALAGLMP |  | EVQVEGLLHP |  | SPRNPQANKG |
| WEAVAKERLN |  | ELGLLPLLLK |  |            |  |            |  |            |

A: Аланін

C: Цистеїн

D: Аспарагінова кислота

E: Глутамінова кислота

F: Фенілаланін

G: Гліцин

H: Гістидин

I: Ізолейцин

K: Лізин

L: Лейцин

M: Метіонін

N: Аспарагін

P: Пролін

Q: Глутамін

R: Аргінін

S: Серин

T: Треонін

V: Валін

W: Триптофан

Кодований геном білок за функцією належить до гідролаз. 
Задіяний у таких біологічних процесах, як пошкодження ДНК, репарація ДНК, альтернативний сплайсинг. 
Білок має сайт для зв'язування з ДНК. 
Локалізований у ядрі.